# Ход конём (фильм, 1962)
«Ход конём» — советский художественный фильм, снятый в 1962 году по мотивам повести Михаила Жестева «Приключения маленького тракториста».

## Сюжет
Пятнадцатилетний Алёшка Лёвшин (Борис Кузнецов) хочет стать высококлассным трактористом, но его не допускают к учёбе из-за возраста. Тогда он меняется документами со старшим товарищем — прицепщиком Колькой Лопатиным (Савелий Крамаров), мечтающим о беззаботной жизни в городе.
В итоге Колька связался  со стилягами, а Алёшка получает диплом с отличием, однако всё равно не может работать в колхозе из-за малого возраста, и его определяют в родную школу помощником преподавателя.

## В ролях
- Борис Кузнецов — Алёшка Лёвшин
- Савелий Крамаров — Колька Лопатин
- Афанасий Кочетков — Пал Палыч Шугай
- Михаил Пуговкин — Харитон Ерофеевич Померанцев
- Анатолий Папанов — Егор Иванович Фонарёв
- Татьяна Пельтцер — Бабка Степанида
- Виктор Хохряков — Дядя Иван Кузьмич Лёвшин
- Станислав Чекан — Игнат Пудов
- Вадим Грачёв — Степан Сапунов
- Николай Бармин — Директор училища
- Юрий Белов — Следователь
- Виктор Гераскин — Жан, стиляга

### В эпизодах
- Людмила Карауш — Подруга Жана
- Антонина Кончакова — Глафира, жена Померанцева
- Владимир Пицек — Заместитель Фонарёва
- Владимир Липпарт — Дед
- Евгения Мельникова — Секретарь училища
- Пётр Савин — Феликс Палыч, экзаменатор
- Николай Сморчков — Васяга, тракторист
- Нина Крачковская — Учительница (нет в титрах)
- Майя Булгакова — Лиза, тётка Алёши Лёвшина (нет в титрах)
- Алевтина Румянцева — Медсестра (нет в титрах)
- Александр Лебедев — Парень в кепке на реке (нет в титрах)
- Александра Денисова — Колхозница [1] (нет в титрах)

## Съёмочная группа
- Сценарий Владислава Радоленского
- Постановка Татьяны Лукашевич
- Главный оператор — Виктор Масевич
- Художник-постановщик — Борис Царёв
- Режиссёр — Г. Комаровский
- Композитор — Роман Леденёв
- Текст песен Владимира Харитонова
- Звукооператор — В. Лагутин
- Художник по костюмам — В. Кисилёва
- Художник-гримёр — М. Рожков
- Монтаж А. Медведевой
- Редактор — Н. Лозинская
- Оркестр Главного управления по производству фильмов. Дирижёр — Вероника Дударова
- Директор картины — И. Харитонов

## Технические данные
- Художественный, односерийный
- Цвет: цветной
- Изображение: широкоформатный
- Звук: моно